# Trainspotting
Trainspotting (срп. Трејнспотинг) је албум београдског музичког састава Дарквуд Даб, издат 1997. године као оригинална музика за позоришну представу Трејнспотинг.

## Списак песама
1. Сила
2. Стратегија бумеранг
3. Систем
4. Догађај без преседана
5. Дангуба
6. Моновентил
7. Бумеранг
8. Догађај без преседана
9. Бумеранг (Mix) (Веља М. и Борис К.)
10. Систем
11. Радионица 301